# 沙蒙
沙蒙（1907年—1964年），原名刘尚文，男，河北玉田人，中国电影艺术家，原中国电影工作者联谊会副主席，曾任长春电影制片厂导演、北京电影制片厂导演。代表作有《上饶集中营》、《丰收》、《上甘岭》等。